# Psorosodes dalakiella
Psorosodes dalakiella är en fjärilsart som beskrevs av Hans Georg Amsel 1954. Psorosodes dalakiella ingår i släktet Psorosodes och familjen mott. Inga underarter finns listade i Catalogue of Life.